# Keegan Fourie
Keegan Fourie (* 7. September 1991) ist ein südafrikanischer Leichtathlet, der sich auf den Hochsprung spezialisiert hat.

## Sportliche Laufbahn
Erste internationale Erfahrungen sammelte Keegan Fourie im Jahr 2016, als er bei den Afrikameisterschaften in Durban mit übersprungenen 2,18 m die Silbermedaille hinter dem Kenianer Mathew Sawe gewann. 2024 belegte er bei den Afrikaspielen in Accra mit 2,10 m den achten Platz.
In den Jahren 2016 und 2023 wurde Fourie südafrikanischer Meister im Hochsprung.